# 三木隼
三木 隼（みき はやと、2006年3月28日 - ）は、日本の卓球選手。Tリーグは木下マイスター東京に所属。

## 経歴
野田学園高校から愛知工業大学に進学。2023年の全国高等学校総合体育大会卓球競技大会では男子シングルスの部で優勝している。

## プレイスタイル
左利き。パンチ力のある両ハンドドライブが武器で、その中でも一撃で撃ち抜くバックハンドを最大の武器とする。

## 戦績
2022年
- 全日本卓球選手権大会ジュニアの部 男子シングルス：3位[3]

2023年
- 全国高等学校総合体育大会卓球競技大会 男子シングルス：優勝